# King and Queen megye (Virginia)
King and Queen megye az Amerikai Egyesült Államokban, azon belül Virginia államban található. Megyeszékhelye King and Queen Court House. Lakosainak száma 6608 fő (2020. április 1.). King and Queen megye Caroline, King William, James City, Essex, New Kent, Gloucester és Middlesex megyékkel határos.

## Népesség
A megye népességének változása:
| Lakosok száma | 6968 | 7033 | 7074 | 7130 | 7158 | 6608 |
|               | 2010 | 2011 | 2012 | 2013 | 2015 | 2020 |